# Baryon Lambda
En physique des particules, les baryons Lambda, notés par la lettre grecque Λ (majuscule), sont des baryons instables constitués de trois quarks : un quark up, un quark down et, soit un quark bottom (c'est alors un baryon Λ0b), soit un quark charmé (baryon Λ+c), soit un quark étrange (baryon Λ0, également appelé hypéron Λ).
Le premier baryon Lambda découvert fut le Λ0 en 1947. Sa durée de vie, quoique très courte, était plus longue que prévu : 10-10 secondes (on s'attendait à une durée de vie mille fois plus courte). La compréhension de ce qui lui permettait de rester aussi longtemps en vie amena à la découverte du quark étrange.
La désintégration d'un baryon Λ0 se fait en libérant un proton et un pion négatif, ou bien un neutron et un pion neutre.
| Symbole | Quarks | Masse au repos (MeV.c-2) | Spin | Charge (e) | Étrangeté | Charme | Durée de vie (s) | Désintégration |
| ------- | ------ | ------------------------ | ---- | ---------- | --------- | ------ | ---------------- | -------------- |
| Λ0      | uds    | 1 115,7                  | 1/2  | 0          | -1        | 0      | 2,63 × 10−10     | π− + p π0 + n  |
| Λ+c     | udc    | 2 284,9                  | 1/2  | +1         | 0         | +1     | 2,0 × 10−13      |                |
| Λ0b     | udb    | 5 624                    | 1/2  | 0          | 0         | 0      | 1,2 × 10−12      |                |

## Asymétrie matière-antimatière
La désintégration du baryon Λ0
b produit des particules de matière et d'antimatière dans des proportions légèrement différentes. Cette     asymétrie est connue chez les mésons depuis 1964, mais c'est la première fois, en 2025 par l'expérience LHCb, qu'elle est constatée chez des baryons. Elle pourrait aider à expliquer pourquoi l'antimatière semble quasi absente de l'Univers,.